# Trojanella serbica
Genre
Espèce
Trojanella serbica, unique représentant du genre Trojanella, est une espèce d'opilions laniatores de la famille des Travuniidae.

## Distribution
Cette espèce est endémique de Serbie. Elle se rencontre à Rsovci dans une grotte dans les georges de la Temštica dans le Grand Balkan.

## Description
Le mâle holotype mesure 1,7 mm, les mâles mesurent de 1,58 à 1,83 mm et les femelles de 1,54 à 1,91 mm.

## Étymologie
Son nom d'espèce lui a été donné en référence au lieu de sa découverte, la Serbie.

## Publication originale
- Karaman, 2005 : « Trojanella serbica gen. n., sp. n., a remarkable new troglobitic travunioid (Opiliones, Laniatores, Travunioidea. » Revue suisse de Zoologie, vol. 112, no 2, p. 439–455 (texte intégral).